# Medal Wojska Polskiego
Medal Wojska Polskiego – polskie odznaczenie wojskowe nadawane przez ministra obrony narodowej.
Medal Wojska Polskiego został ustanowiony nieobowiązującą już ustawą z dnia 3 września 1999 o ustanowieniu Medalu Wojska Polskiego, w celu uhonorowania cudzoziemców oraz obywateli polskich zamieszkałych poza granicami Polski, którzy swoją działalnością szczególnie zasłużyli się w dziedzinie współpracy Wojska Polskiego z siłami zbrojnymi innych państw. Obecnie przyznawany jest na podstawie ustawy z dnia 11 marca 2022 r. o obronie Ojczyzny oraz rozporządzenia ministra obrony narodowej z dnia 25 września 2023 r. w sprawie Medalu Wojska Polskiego.
Medal Wojska Polskiego dzieli się na trzy stopnie:
- I stopień – Złoty Medal Wojska Polskiego,
- II stopień – Srebrny Medal Wojska Polskiego,
- III stopień – Brązowy Medal Wojska Polskiego.

## Zasady nadawania
Medal Wojska Polskiego może być nadany osobom, które:
- aktywnie wspierały na arenie międzynarodowej pokojową działalność Wojska Polskiego,
- przyczyniły się do rozwoju potencjału obronnego Rzeczypospolitej Polskiej,
- szczególnie zasłużyły się w dziedzinie współdziałania w ramach jednostek wielonarodowych, w skład których wchodzą jednostki Wojska Polskiego, w tym przede wszystkim w integrowaniu dowództw, sztabów i jednostek wojskowych na wszystkich szczeblach dowodzenia (zarządzania),
- przyczyniły się do popularyzacji dziejów i tradycji Wojska Polskiego na arenie międzynarodowej.

Medal nadawany jest przez Ministra Obrony Narodowej. Medal tego samego stopnia może być nadany tej samej osobie tylko raz, przy czym osobie wyróżnionej już medalem nie nadaje się kolejnego medalu w stopniu niższym od posiadanego. Osoba wyróżniona medalem otrzymuje odznakę medalu i legitymację potwierdzającą jego nadanie.

## Opis odznaki
Odznaką Medalu Wojska Polskiego jest okrągły medal o średnicy 36 mm, obramowany wieńcem z liści laurowych. Na awersie medalu umieszczony jest krzyż maltański pokryty czerwoną emalią. W środku krzyża umieszczony jest srebrny orzeł ze znaku Ministerstwa Obrony Narodowej. Między ramionami krzyża umieszczone są pęki promieni. Wieniec, obramowanie krzyża, pęki promieni oraz rewers, są złocone, srebrzone lub patynowane na brązowo, w zależności od stopnia medalu. Na stronie odwrotnej umieszczony jest tłoczony stylizowany napis w dwóch wierszach: WOJSKO / POLSKIE.
Odznaka medalu zawieszona jest na wstążce długości 65 mm i szerokości 38 mm, w pionowe paski, umieszczone symetrycznie względem środka, w kolorach od brzegu: stalowym – szerokości 6 mm, złotym – szerokości 2 mm oraz khaki – szerokości 6 mm. Pośrodku wstążki jest pionowy biało-czerwony pasek szerokości 10 mm (biały z lewej strony).
| Baretki Medalu Wojska Polskiego | Baretki Medalu Wojska Polskiego | Baretki Medalu Wojska Polskiego |
| ------------------------------- | ------------------------------- | ------------------------------- |
| Medal Złoty                     | Medal Srebrny                   | Medal Brązowy                   |

## Odznaczeni
Medal Wojska Polskiego otrzymali m.in.:
- Medal Złoty:
  - George Casey, 2005 – amerykański generał, dowódca MNF-I – Międzynarodowych Sił w Iraku[3].
  - Zofia Turowicz, 2006 – uczestniczka II wojny światowej, lotnik, instruktor szybownictwa i skoków spadochronowych.
  - David Petraeus, 2010 – amerykański generał, dowódca Dowództwa Centralnego USA (CENTCOM).
  - William Lee Enyart (generał dywizji), 2012 – Amerykanin, dowódca Gwardii Narodowej stanu Illinois.
  - Miloš Koterec, 2012 – słowacki polityk i dyplomata.
  - Morten Danielsson (generał brygady), 2013 – duński zastępca dowódcy MNC NE.
  - Stanisław Aronson, 2013 – uczestnik powstania w getcie warszawskim.
  - Symcha Ratajzer-Rotem, 2013 – uczestnik powstania w getcie warszawskim.
  - Samuel Willenberg, 2013 – uczestnik powstania w getcie warszawskim.
  - Klaus-Peter Kiser (pułkownik), 2013 – attaché wojskowy przy ambasadzie RFN w Warszawie.
  - Jaromir Zuna (generał), 2013 – Czech, były szef sztabu JFTC.
  - Michael H. Ollis (sierżant sztabowy), 2013 (pośmiertnie) – amerykański żołnierz 10 Dyw. Górskiej, który zginął w Afganistanie, ratując życie polskiemu żołnierzowi podczas sierpniowego ataku talibów na polską bazę w Ghazni.
  - Thomas Drago Dzieran, 2024 – były amerykański żołnierz Navy SEALs polskiego pochodzenia[4].
  - Ovidiu Lungu (generał), 2024 – rumuński dowódca otrzymał medal za aktywne wspieranie działań pokojowych Sił Zbrojnych RP[5].

- Medal Srebrny:
  - Gambold Azzaya (ahlagch – starszy sierżant), 2007 – mongolski snajper, który w 2004 r. powstrzymał atak irackich rebeliantów chcących wysadzić w powietrze obóz Wielonarodowej Dywizji Centrum–Południe w Al-Hilla[6][7][8].
  - Peter Hauser (pułkownik), 2009 – niemiecki pilot, dowódca Centrum Koordynacji Operacji Powietrznych przy Dowództwie MNC NE.
  - Carsten Dalsgaard (major), 2013 – duński żołnierz MNC NE.

- Medal Brązowy:
  - Wang Zhong (da xiao – starszy pułkownik), 2013 – były attaché wojskowy, morski i lotniczy przy ambasadzie ChRL w Warszawie.
  - Jaroslav Kram (generał), 2024 - słowacki dowódca wojsk specjalnych.[9]